# 武藤禮子
武藤禮子（日语：／ Mutō Reiko，1935年3月1日—2006年10月29日），日本女演員、配音員、旁白。最終所屬青二Production。出身於東京都。身高156cm。

## 生平
武藤禮子自小時候加入兒童劇團Group知更鳥開始作為童星活躍。之後，她從電視草創時期開始以演員一職活躍。高中畢業之後，武藤通過NHK舉辦的新人演員徵選，並在NHK、商業廣播中出演。可以說她是在電視草創期最活躍的，但是在《真善美》於日本公開上映之後，武藤稱公開露臉的話會破壞孩子們的夢想，所以她一直居於幕後配音的工作，因為觀眾一句「瑪莉亞的聲音絕不可能是阿姨」這話讓本人聽了相當的難過。
在那之後，武藤經歷了Theatre Echo、江崎Production、Creative Office-Z、NPS Theatre，然後從屬青二Production一直到去世為止。
晩年，武藤以電視節目解說的工作做為主業。2006年10月29日下午3時21分，因急性心臟衰竭在東京都世田谷區的醫院去世，享壽71歲。
逝後的2009年，追頒第3屆聲優Award特別功勞獎。

## 人物
音質柔和甜美溫暖。作為配音員主要參加歐美電影、電視影集的日語配音工作，並負責伊麗莎白·泰勒、茱莉·安德魯絲等等許多國外頂級巨星。即使在動畫中也有許多聲音路線可以演可愛的少女、成年女子，或者是中年女性、老奶奶。
興趣、特長：繪畫鑑賞、旅行。

### 繼任、替演
在武藤臥病療養期間，配音員接任作品如下：
- 江森浩子－《無敵機器人 托萊達G7》: 吉爾巴[注 2]
- 深水由美（日语：深水由美）－《大偵探波洛：戰勝舞踏會事件》：瑪拉薇夫人[注 3]
- 島本須美－《星際爭霸戰 宇宙300年之旅》: 凱琳塔[注 3]
- 恒松步－《霹靂大火拼（英语：Telefon (film)）》：芭芭拉[注 4]

## 演出
粗體字表示主要角色。

### 電視劇
- 無止盡的前進（日语：限りなき前進）
- 無法熄滅的窗台燈
- 湖岸之謎
- 無法松的一生（日语：無法松の一生）
- 1

### 電影
- （旁白）

### 電視動畫
1963年
- 原子小金剛 (1963年版)（日语：鉄腕アトム (アニメ第1作)）（烏蘭〈第2代〉）

1967年
- 緞帶騎士（希姬特〈第3代〉[9]、維納斯）

1968年
- 佐武與市捕物控（日语：佐武と市捕物控）（綠）

1969年
- 排球甜心（柏木敬子、三條美智留）
- 忍風卡姆伊外傳（日语：カムイ外伝#テレビアニメ）（刀禰）
- 紅三四郎（日语：紅三四郎）（米莉）
- 多羅羅（美緒[10]）
- 嚕嚕米 (1969年版)（日语：ムーミン (アニメ)）

1971年
- 安徒生物語（日语：アンデルセン物語#テレビアニメ「アンデルセン物語」（1971年））
- 巨人之星（京子）
- 不可思議的梅璐萌（梅璐萌）
- 魯邦三世 (TV第1系列)（日语：ルパン三世 (TV第1シリーズ)）（琳達）

1972年
- 赤胴鈴之助（渚）
- 樫木莫克（日语：樫の木モック）（芥子妖精凱西）
- 惡魔人（妖獸珍妮）
- 根性青蛙（山中良子）
- 水晶宮（日语：ハゼドン）（西蘭）
- 嚕嚕米 (1972年版)（ノンノン）

1973年
- 魔投手（美波理香）
- 再造人卡辛（東綠／[11]）
- （咪咪的母親）

1975年
- 法蘭德斯之犬（旁白）
- 月光女俠（瑪麗·安托瓦內特[12]）

1976年
- 頑童歷險記（日语：ハックルベリィの冒険）（道格拉斯）
- 尋母三千里（克莉絲汀娜·梅其尼斯）

1977年
- 咪咪流浪記（密立根夫人）

1978年
- 100萬年地球之旅 班達之書（日语：100万年地球の旅 バンダーブック）（塔絲卡王妃[13]）

1979年
- 清秀佳人（貝瑞夫人）
- 凡爾賽玫瑰（波利內公爵夫人）

1980年
- 怒吼吧，奔奔（日语：ほえろブンブン）
- 無敵機器人 托萊達G7（吉爾巴）

1981年
- 六神合體Godmars（弗羅里的生母〈亞摩〉）

1982年
- 愛的戰士彩虹人（大和秋子）

1983年
- 子鹿物語 THE YEARLING（日语：子鹿物語#テレビアニメ）（媽媽〈奧麗·巴克斯特〉）

1984年
- 牧場上的少女卡特莉（旁白、藍塔夫人、阿基家的傭人）

1986年
- 楓葉鎮物語（克里斯蒂娜·霍普拉畢特〈帕媞的母親〉）

1987年
- 新楓葉鎮物語 棕櫚鎮篇（克里斯蒂娜·霍普拉畢特〈帕媞的母親〉）

1988年
- 妳好！淑女小琳（日语：レディ!!#ハロー！レディリン）（伊莎貝爾·蒙哥梅里[14]）

1989年
- 勇者鬥惡龍（索菲雅）
- 魔法使莎莉 (1989年版)（大嬸）

1990年
- 七海遊龍（葛拉蒂）

1993年
- 奇蹟☆女孩（雨女）

1996年
- 鬼太郎 (第4作)（サチ）

1997年
- 金田一少年之事件簿（巽紫乃）

### 電影動畫
1961年
- 安壽與廚子王丸（日语：安寿と厨子王丸 (映画)）（子[15]）

1970年
- 劇場版 嚕嚕米 (第1作)（ノンノン）

1979年
- 野球狂之詩：北之狼南之虎（日语：野球狂の詩）（加代）

1980年
- 劇場版 咪咪流浪記（密立根夫人）

1981年
- 天狼星的傳說（日语：シリウスの伝説）（泰美絲[16]）
- 通向夏天的大門（日语：夏への扉 (漫画)）（莎拉·韋達）

1982年
- 千年女王（拉來拉）
- 劇場版 我們的青春阿爾卡迪亞（日语：わが青春のアルカディア）（瑪雅[17]）

1983年
- Crusher Joe（日语：クラッシャージョウ）（瑪芎亞）
- 劇場版 骷髏13（蘿拉[18]）

1985年
- （總意）

1986年
- 亞利安（日语：アリオン (漫画)）（狄蜜特[19]）

1987年
- 劇場版 怒吼吧，奔奔（日语：ほえろブンブン）
- 劇場版 新楓葉鎮物語 棕櫚鎮篇 ～你好！新的小鎮～（日语：新メイプルタウン物語 パームタウン編 (1987年の映画)）（克里斯蒂娜·霍普拉畢特〈帕媞的母親〉）

### OVA
1988年
- 惡魔新娘 蘭之組曲（日语：悪魔の花嫁）（大庭瞳子）

1989年
- 華星夜曲（日语：華星夜曲）（羽生燁子）
- ProjectA子 完結篇（桂的母親）

### 遊戲
1991年
- ALSHARK（日语：アルシャーク）

1992年
- RISING SUN（北條政子）

1998年
- OverBlood2（日语：OverBlood）

### 外語配音

#### 演員
茱莉·安德魯絲
- 10（英语：10 (film)）（薩曼莎·泰勒）
- 夏威夷（英语：Hawaii (1966 film)）（耶魯莎·布羅姆利·海爾）※TBS版。
- 茱莉·安德魯絲秀（英语：The Julie Andrews Show）
- 真善美（瑪利亞·馮·特拉普）※朝日電視台、富士電視台、影碟版。
- 星星星（英语：Star! (film)）（格特魯德·勞倫斯）
- 雌雄莫辯（英语：Victor/Victoria）（維多利亞·格蘭特）

格蕾絲·凱利
- 電話情殺案（英语：Dial M for Murder）（Margot Mary Wendice）※朝日電視台版。
- 日正當中（Amy Fowler Kane）
- 上流社會（英语：High Society (1956 film)）（Tracy Samantha）※TBS版。
- 後窗（Lisa Carol）※朝日電視台版。

伊麗莎白·泰勒
- 青鳥（母親／光之精靈）
- 玉女于飛（英语：Father of the Bride (1950 film)）（Kay Dunstan）※朝日電視台版。
- 玉女弄璋（英语：Father's Little Dividend）（Kay Dunstan）
- 摩登原始人（英语：The Flintstones (film)）（珍珠·史萊胡波（英语：Pearl Slaghoople））
- 巨人（Leslie Lynnton Benedict）
- 劫後英雄傳（英语：Ivanhoe (1952 film)）（Rebecca）
- 魂斷巴黎（英语：The Last Time I Saw Paris）（Helen Ellswirth）
- 小婦人（英语：Little Women (1949 film)）（艾咪·馬奇）※東京電視台版。
- 破鏡奇案（英语：The Mirror Crack'd）（Marina Gregg-Rudd）
- 戰國佳人（英语：Raintree County (film)）（Susanna Drake）
- 瀟湘雲夢（英语：The Sandpiper）（Laura Reynolds）
- 夏日驚魂（英语：Suddenly, Last Summer (film)）（Catherine Holly）

#### 電影
- 奪橋遺恨（凱特·特爾·霍斯特（英语：Kate ter Horst）〈麗芙·烏曼〉）
- 合家歡（英语：A Hole in the Head）（埃洛伊絲·羅傑斯〈埃莉諾·帕克〉）※TBS版[注 5]。
- 牡丹花血案（英语：A Lovely Way to Die）（瑞娜·威斯塔布魯克〈西爾瓦·科斯西納（英语：Sylva Koscina）〉）
- 國際機場（坦尼婭·李文斯頓〈珍·茜寶〉）※朝日電視台版。
- 爵士春秋（安琪莉可〈潔西卡·蘭芝〉）
- 希望滅亡（英语：And Hope to Die）（蘇格〈蕾雅·馬薩利（英语：Lea Massari）〉）※TBS版。
- 清秀佳人 (1985年電影)（妙麗葉兒·斯塔塞〈瑪麗蓮·莉特史東（英语：Marilyn Lightstone）〉）※影碟版。
- 賓漢 (1959年電影)（伊瑟〈哈雅·哈拉里特（英语：Haya Harareet）〉）※朝日電視台版。
- 錦繡大地（英语：The Big Country）（茱莉·馬拉貢〈珍·西蒙絲〉）※朝日電視台舊錄製、新錄製版。
- 鳥（安妮·海華斯〈蘇珊妮·普萊薛特〉）※富士電視台、TBS版。
- 黑色鬱金香 (1964年電影)（卡羅琳·“卡羅”·普蘭坦〈薇娜·莉絲〉）※朝日電視台版。
- 斷戈浴血記（英语：Broken Lance）（芭芭拉〈簡·皮特斯〉）※朝日電視台版。
- 炮彈飛車（瑪西老師〈阿德里安娜·巴碧悠（英语：Adrienne Barbeau）〉）※富士電視台版[注 6]。
- 魔女嘉莉 (1976年電影)（柯林斯老師〈貝蒂·芭克利（英语：Betty Buckley）〉）※TBS版。
- 山洞人（英语：Caveman (film)）（拉娜〈芭芭拉·巴赫（英语：Barbara Bach）〉）
- 廉價偵探（英语：The Cheap Detective）（約澤貝爾·德澤爾〈安-瑪格麗特〉）
- 飛天萬能車（英语：Chitty Chitty Bang Bang）（真正的美味〈莎莉·安·豪斯（英语：Sally Ann Howes）〉）※TBS版。
- 克麗絲汀魅力（瑞吉娜·坎寧翰〈克里斯汀·貝爾福德（英语：Christine Belford）〉）
- 赤裸性追緝（英语：Cold Sweat (1970 film)）（法比安·馬丁〈麗芙·烏曼〉）※富士電視台版。
- 驚爆九重天（英语：The Concorde ... Airport '79）（瑪吉·惠蘭〈蘇珊·布萊克利〉）※朝日電視台版[注 5]。
- 黑街喋血（英语：Coogan's Bluff (film)）（朱莉·羅斯〈蘇珊·克拉克〉）※富士電視台版。
- 碧海騰蛟龍（英语：The Day of the Dolphin）（瑪吉·特雷爾〈翠施·範·德沃爾（英语：Trish Van Devere）〉）※LD版。
- 巴黎落霧（英语：The Deadly Trap）（吉爾〈費·唐娜薇〉）※TBS版。
- 尼羅河上的慘案 (1978年電影)（賈桂琳·德·貝爾福特〈米亞·法羅〉）※朝日電視台版[注 7]。
- 魂斷威尼斯（撒迪厄斯的母親〈西爾瓦娜·曼加諾〉）
- 智慧殺手（英语：Diamond Skulls）（克魯尼夫人〈茱蒂·帕菲特（英语：Judy Parfitt）〉）
- 多米諾骨牌（英语：The Domino Principle）（艾莉〈坎娣絲·伯根〉）
- 剃刀邊緣（凱特·米勒〈安吉·迪金森〉）※TBS版。
- 琴韻補情天（英语：The Eddy Duchin Story）（瑪喬麗·奧爾里希斯〈金·露華〉）
- 逃往雅典娜（英语：Escape to Athena）（Dottie Del Mar〈Stefanie Powers〉）※TBS版。
- 華氏451度（Linda Montag／Clarisse〈茱莉·姬絲蒂〉）※TBS版。
- 聯合縮小軍（英语：Fantastic Voyage）（Cora Peterson〈拉寇兒·薇芝〉）※朝日電視台舊錄製版。
- 方托馬斯大戰蘇格蘭場（英语：Fantômas contre Scotland Yard）（角色不詳〈Daniela Bianchi〉）
- 法國康康舞（英语：French Cancan）（Nini〈Françoise Arnoul〉）※富士電視台舊錄製版。
- 神偷豔賊（英语：Gambit (1966 film)）（Nicole〈莎莉·麥克琳〉）
- 迷霧森林十八年（英语：Gorillas in the Mist）（Roz Carr〈朱莉·哈里斯〉）※朝日電視台版。
- 大峽谷（英语：Grand Canyon (1991 film)）（Claire〈Mary McDonnell〉）
- OK牧場大決鬥（Laura Denbow〈Rhonda Fleming〉）※朝日電視台、東京電視台版。
- 哈泰利（英语：Hatari!）（Anna Maria "Dallas" D'Alessandro〈Elsa Martinelli〉）
- 鐵勒瑪九壯士（Anna Pedersen〈厄拉·亞科布松〉）※TBS、富士電視台、東京電視台版。
- 小鬼當家（Kate McCallister〈Catherine O'H〉）※VHS、DVD版。
- 小鬼當家2（Kate McCallister〈Catherine O'Hara〉）※VHS版、DVD版。
- 魔鬼騎兵團（英语：The Horse Soldiers）（Hannah Hunter〈Constance Towers〉）
- 狼時（英语：Hour of the Wolf）（Alma Borg〈Liv Ullmann〉）
- 殺妻記（英语：How to Murder Your Wife）（Mrs. Ford〈Virna Lisi〉）
- 獵人（英语：The Hunters (1958 film)）（Kristina "Kris" Abbott〈May Britt〉）
- 惡魔附身的小孩（英语：The Innocents (1961 film)）（Flora〈Pamela Franklin〉)
- 詹姆士·龐德系列
  - 詹姆士·龐德大戰皇家賭場（慧絲柏·蓮〈烏爾蘇拉·安德烈斯〉）※日本電視台版。
  - 詹姆士·龐德：勇破鑽石黨（蒂凡尼·凱斯（英语：Tiffany Case）〈吉爾·聖約翰〉）※TBS舊錄製版。
  - 詹姆士·龐德：勇破神秘島（赫妮·萊德爾（英语：Honey Ryder）〈烏爾蘇拉·安德烈斯〉）※TBS版。
- 香吻盟（英语：Kiss Them for Me (film)）（格溫妮絲·李文斯通〈蘇齊·帕克（英语：Suzy Parker）〉）
- 金字塔（英语：Land of the Pharaohs）（內利弗〈瓊·考琳絲〉）※朝日電視台版。
- 蓬車浴血戰（英语：The Last Wagon (1956 film)）（珍妮〈費莉西亞·法爾（英语：Felicia Farr）〉）※富士電視台版[注 5]。
- 午後七點零七分（簡·拉格朗日〈娜塔莉·德龍（英语：Nathalie Delon）〉）※TBS版。
- 賊王之王（伯尼斯·邁耶〈安珍妮特·科默（英语：Anjanette Comer）〉）
- 西點軍魂（英语：The Long Gray Line）（凱蒂·卡特〈貝蒂·帕爾默（英语：Betsy Palmer）〉）※朝日電視台版。
- 麥坎納淘金記（英语：Mackenna's Gold）（英加·貝爾格曼〈卡蜜拉·斯帕爾夫（英语：Camilla Sparv）〉）※朝日電視台版。
- 大地之王（英语：Master of the World (1961 film)）（多蘿西〈瑪麗·韋伯斯特（英语：Mary Webster (American actress)）〉）
- 馴妻記（英语：McLintock!）（貝琪·麥克林托〈史蒂芬妮·鮑華絲（英语：Stefanie Powers）〉）※朝日電視台版。
- 魔力（英语：The Medusa Touch (film)）（宗菲爾德醫師〈麗·萊米克〉）
- 墨菲斯托的華爾茲（英语：The Mephisto Waltz）（寶拉·克拉遜〈賈桂琳·貝茜〉）
- 中途島（英语：Midway (film)）（安〈蘇珊·沙利文（英语：Susan Sullivan）〉）※TBS版。
- 猩猩王（英语：The Mighty Peking Man）（莎曼沙〈伊芙·蓮嘉（英语：Evelyne Kraft）〉）
- 34街的奇蹟（多麗絲·沃克〈瑪琳·奧哈拉〉）※電視播出版[注 8]。
- 神鷹敢死隊（英语：Mosquito Squadron）（貝絲·斯科特〈蘇珊·妮芙（英语：Suzanne Neve）〉）
- 俠骨柔情（克萊門汀·卡特〈凱西·唐斯（英语：Cathy Downs）〉）※朝日電視台版[注 9]。
- 螞蟻雄兵（英语：The Naked Jungle）（喬安娜·萊寧根〈埃莉諾·帕克〉）
- 四海本色（英语：Night and the City (1992 film)）（海倫〈潔西卡·蘭芝〉）
- Night Walk（日语：ミッドナイト・スナイパー/人妻が目撃した死体なき殺人）（日內瓦·米勒〈萊斯利-安·唐恩（英语：Lesley-Anne Down）〉）※VHS版。
- 凶兆（嘉芙蓮·索恩〈麗·萊米克〉）※TBS、LD版。
- 夜半歌聲 (1962年電影)（克莉斯汀·查爾斯〈希瑟·西爾斯〉）※TBS版[注 5]。
- 驚魂記 (1960年電影)（瑪麗昂·克雷恩（英语：Marion Crane）〈珍妮特·利〉）※富士電視台、TBS版。
- 蝴蝶夢（我〈瓊·芳登〉）※朝日電視台、富士電視台版。
- 豪門孽債（英语：Reversal of Fortune）（桑尼·馮·比洛〈格倫·克洛斯〉）
- 赤膽屠龍（英语：Rio Bravo (film)）（羽毛〈安吉·迪金森〉）※朝日電視台再錄製版。
- 金臂小子（英语：Rookie of the Year (film)）（瑪麗·羅溫加特納〈艾美·莫爾頓（英语：Amy Morton）〉）
- 魔鬼怪嬰（羅斯瑪麗·伍杜斯〈米亞·法羅〉）
- 霸王妖姬（英语：Samson and Delilah (1949 film)）（米莉安〈奧莉維·迪林（英语：Olive Deering）〉）
- 搜索者（黛比·愛德華茲〈娜妲麗·華〉）※朝日電視台版。
- 戰國妖姬（利維亞·塞爾皮耶里伯爵夫人〈艾麗達·華莉（英语：Alida Valli）〉）※TBS版。
- 約克軍曹（英语：Sergeant York (film)）（格雷西·威廉姆斯〈瓊·萊斯里（英语：Joan Leslie）〉）
- 衝突（英语：Serpico）（勞瑞〈芭芭拉·艾妲-楊〉）※朝日電視台版[注 10]。
- 七對佳偶（英语：Seven Brides for Seven Brothers）（米莉〈簡·鮑威爾〉）※TBS版。
- 聖拿河之戰（英语：Shenandoah (film)）（珍妮〈羅斯瑪麗·福斯特（英语：Rosemary Forsyth）〉）※DVD版。
- 驛馬車（達搭斯〈嘉麗·杜莉華〉）※朝日電視台版[注 5]。
- 南太平洋（英语：South Pacific (musical)）（Nellie Forbush〈Mitzi Gaynor〉）
- 霹雳大火拼（英语：Telefon (film)）（Barbara〈Lee Remick〉）
- 證言（英语：Testament (1983 film)）（Carol Wetherly〈Jane Alexander〉）※朝日電視台版。
- 德州龍虎鳳（英语：Texas Across the River）（Phoebe Ann Naylor〈Rosemary Forsyth〉）※TBS版。
- That Man George（英语：That Man George）（Lila〈Claudine Auger〉）
- 會考風波（英语：The Under-Gifted）（Lucie Jumaucourt〈Maria Pacôme〉）
- The Victim (1974年電影)（Simona〈Mimsy Farmer〉）
- 飛碟徵空（英语：This Island Earth）（露絲·亞當斯博士〈費斯·多梅爾格（英语：Faith Domergue）〉）※NET版。
- 狼之輓歌（Vanessa Shelton〈Jill Ireland〉）※朝日電視台版[注 7]。
- 性感女勇士（英语：War Goddess）（Antiope〈Alena Johnston〉）
- 風塵三俠（英语：Warlock）（Jessie Marlow〈Dolores Michaels〉）※朝日電視台版。
- 魂斷藍橋（Myra〈Vivien Leigh〉）※東京電視台版。
- 大震撼（英语：When Time Ran Out）（Nikki Spangler〈Veronica Hamel〉）
- 黑獅震雄風（英语：The Wind and the Lion）（Eden Pedecaris〈Candice Bergen〉）※朝日電視台版。
- 美人局（英语：Woman of Straw）（瑪麗亞·馬塞洛〈珍娜·露露布莉姬妲〉）
- 鹿苑長春 (電影)（英语：The Yearling (film)）（裘蒂·巴克斯特〈小克勞德·賈曼（英语：Claude Jarman, Jr.）〉）※NHK版。

#### 電視影集
- 清秀佳人 (電視影集)
- 大偵探波洛（梅菲爾德夫人、馬拉比夫人）※NHK版。
- 神仙家庭（英语：Bewitched） ※TBS版。
- 飛龍特攻隊（Pi）
- 超空人（狂想曲天使[注 11]〈莉茲·摩根〉）
- 神探可倫坡 (第2季)（Shirley Wagner）
- 墜落的人（英语：The Fall Guy）（莎曼珊·“大傑克”·傑克〈喬·安·普弗盧格（英语：Jo Ann Pflug）〉）※日本電視台版。
- 妙爸爸（英语：Father Knows Best）（Kathy "Kitten" Anderson〈Lauren Chapin〉）
- 龍鳳雙探（英语：Hart to Hart）（Words〈Jennifer Heart〉）
- 我夢見珍妮（英语：I Dream of Jeannie）（珍妮〈第2代日語配音／芭芭拉·伊登（英语：Barbara Eden）〉）
- 警網鐵金剛（英语：Kojak）（Dana Sutton〈Suzanne Pleshette〉）
- 星球歷險記（英语：Land of the Giants）（瓦萊麗·斯科特〈迪安娜·倫德（英语：Deanna Lund）〉）
- 盲人追兇（英语：Longstreet (TV series)）（Nicky Bell）
- 太空歷險記（英语：Lost in Space）（Judy Robinson〈Marta Kristen〉）
- 打擊魔鬼（英语：The Man from U.N.C.L.E.）（Marian〈Jill Ireland〉、Priscilla〈Elen Willard〉、Wendy〈Grace Gaynor〉）
- 女作家與謀殺案（英语：Murder, She Wrote）（Andrea）
- 紙月亮
- 清秀小佳人（英语：Road to Avonlea）（波連斯卡伯爵夫人〈費·唐娜薇〉）
- 舊金山國際機場（英语：San Francisco International Airport (TV series)）（Katie Barrett〈Beth Brickell〉）
- 星際戰爭（Mary Strayker）
- 戰爭風雲（Victory Tennant）
- 原野飆龍（英语：The Young Riders）（凱瑟琳修女）

### 其它
- 天翔青春（旁白）
- 一枚寫真（1990年）
- SPACE J（日语：スペースJ）（旁白）※TBS情報節目。
- （溫故知人）
- NOMAN（日语：ノーマン (漫画)）（露比）
- 威士忌日本三得利（日语：サントリーオールド） 電台廣告『亂世佳人的場面重現』（斯佳麗·奧哈拉）

### 歌曲
作詞：井上廈

## 腳註

## 外部連結
- 武藤禮子｜青二Production （日語）